# Thaumasus
Thaumasus is een kevergeslacht uit de familie van de boktorren (Cerambycidae). De wetenschappelijke naam van het geslacht werd voor het eerst geldig gepubliceerd in 1853 door Reiche.

## Soorten
Thaumasus is monotypisch en omvat slechts de volgende soort:
- Thaumasus gigas (Olivier, 1792)